# زؤان
الزؤانة (بالإنجليزية: Comedo)‏ وجمعها زُؤان (بالإنجليزية: comedones)‏ هي جريبات الشعر المسدودة في الجلد. حيث يترابط الكيراتين مع الزيت لسد الجريبات. قد يكون الزؤان مفتوحا فيسمى النَّصْل أو الرأس الأسود (بالإنجليزية: blackhead)‏ أو مغطى بالجلد فيسمى بالرأس الأبيض (بالإنجليزية: whitehead)‏ وقد يحدث مع عُد (أو حب) أو بدونه.
الحالة المزمنة الالتهابية التي تظهر فيها الزؤانة مع حطاطات وبثور تدعى بالعُد. العدوى تسبب الالتهاب وظهور القيح. وتصنّف الحالات على أنها عُد تبعا لعدد الزؤان والعدوى. ويجب التمييز بين الزؤان والخيط الزهمي.